# Прапор Астурії
Прапор Астурії — офіційний символ Астурії, автономної спільноти у складі Іспанії. 

## Опис
На синьому полотнищі зображено «Крус-де-ла-Вікторія» (укр. Хрест Перемоги) жовтого кольору.

## Історія
Походження прапора Астурії відноситься до 1808, під час Піренейських воєн. У зв'язку з тим, що офіційного іспанського прапора тоді ще не існувало, астурійці створили нинішній прапор без сепаратистських намірів у війні проти імперії Наполеона. У своїй першій версії він включав девіз Asturias jamás vencida.

## Варіації

Прапор, що використовується астурійськими комуністами
Прапор Князівства Астурія

## Зовнішні посилання
- Закон 4/1990 від 19 грудня про прапор Князівства Астурія.
- Прапор Астурії на Vexilologia.org